# واگن

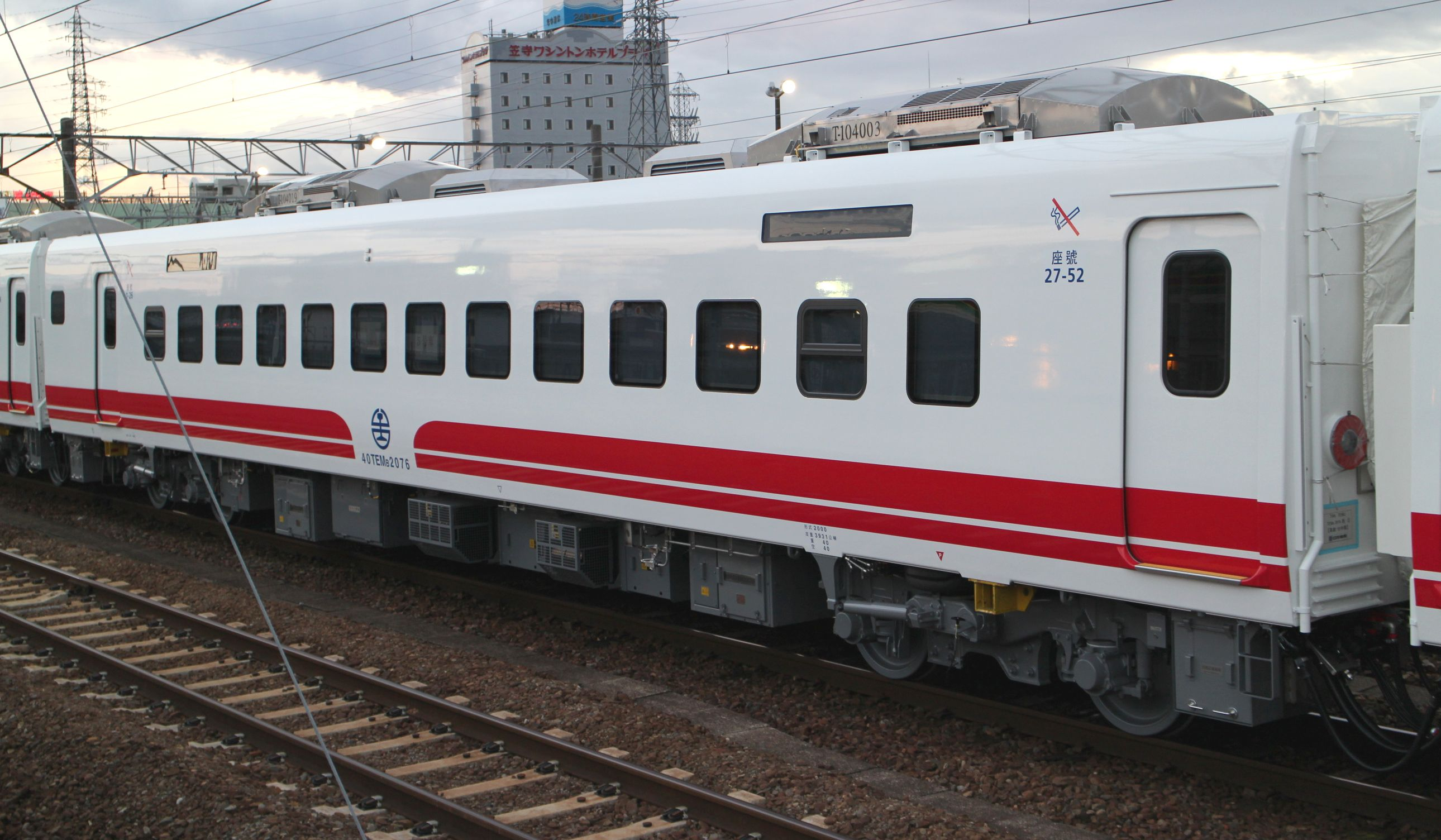
یک واگن مسافربری در راه‌آهن تایوان

واگن عبارت است از یک خودروی ریلی که جهت ترابری بار یا مسافر مورد استفاده قرار می‌گیرد و از جنبه‌های فنی و بهره‌برداری در انواع مختلف ساخته می‌شود. برای مثال واگن‌های باری از نظر نظام حرکتی در دو دستهٔ کلی دومحوره (بدون بوژی) و بوژی‌دار، و از نظر نوع اتاق به دو دستهٔ کلی سرپوشیده و روباز تقسیم می‌شوند.
در ایران شرکت‌های متعددی به تولید واگن مشغول هستند که شرکت واگن‌پارس اراک بزرگ‌ترین سازندهٔ انواع لوکوموتیو و واگن‌های باری، مسافری، ترن‌ست و مترو در میان آن‌ها است. واگن‌سازان دیگری نظیر شرکت پلور سبز، شرکت ایریکو، هپکو، شرکت واگن‌سازی تهران و گروه مپنا حضور دارند.